# Alex Vincent
Alexander Vincent LoScialpo (n. 29 aprilie 1981, Newark, New Jersey, SUA) este un actor, scriitor și inginer de sunet american. Acesta a ajuns cunoscut pentru rolul lui Andy Barclay în seria de filme Jucăria⁠(d), interpretând acest personaj în Jucăria (1988), Jucăria 2 (1990), Blestemul lui Chucky⁠(d) (2013), Chucky 7⁠(d) (2017) și în serialul de televiziune Chucky⁠(d) în 2021.

## Biografie
Vincent s-a născut pe 29 aprilie 1981 în Newark, New Jersey și a copilărit în Maywood, New Jersey⁠(d).
Acesta și-a dorit să devină actor încă de la vârsta de 5 ani, după ce și-a văzut vecina la televizor. Părinții săi i-au contactat agentul și a reușit să apară în câteva reclame. În 1988, a obținut rolul lui Andy Barclay în Jucăria, concurând cu sute de tineri actori în New York și Los Angeles pentru acest rol. În timpul unui concurs de casting, s-a prefăcut că și-a uitat replicile pentru a nu fi nevoit să înjure în fața mamei sale. Impresionați, producătorii i-au acordat rolul.
Vincent este proprietarul și producătorul AV Productions Recording Studio and Production Company din Clearwater, Florida.

## Viața personală
A absolvit liceul Hackensack⁠(d) în 1999. Vincent și-a continuat studiile la Universitatea Full Sail⁠(d) din Winter Park, Florida⁠(d).

## Filmografie

### Filme
| An   | Titlu                         | Rol              | Note               |
| ---- | ----------------------------- | ---------------- | ------------------ |
| 1988 | Child's Play                  | Andy Barclay     |                    |
| 1989 | Wait Until Spring, Bandini⁠(d) | Federico Bandini |                    |
| 1990 | Just Like in the Movies       | Carter Legrand   |                    |
| 1990 | Child's Play 2                | Andy Barclay     |                    |
| 1993 | My Family Treasure            | Jeff Danieloff   |                    |
| 2008 | Dead Country                  | Alex             |                    |
| 2011 | On the Ropes⁠(d)               | Prank caller     |                    |
| 2013 | Curse of Chucky               | Andy Barclay     | Scenă post-generic |
| 2013 | House Guest                   | Rob Murphy       |                    |
| 2017 | The Dark Military             | Vince            |                    |
| 2017 | Descending                    | Craven           |                    |
| 2017 | Cult of Chucky                | Andy Barclay     |                    |
| 2019 | The Dark Military             | Vince            |                    |

### Seriale
| An        | Titlu            | Rol          | Note                      |
| --------- | ---------------- | ------------ | ------------------------- |
| 2020      | South of Central | El însuși    | Episodul: "Bad Decisions" |
| 2021-2024 | Chucky⁠(d)        | Andy Barclay | Rol secundar              |